# Begraafplaats van Verrewinkel

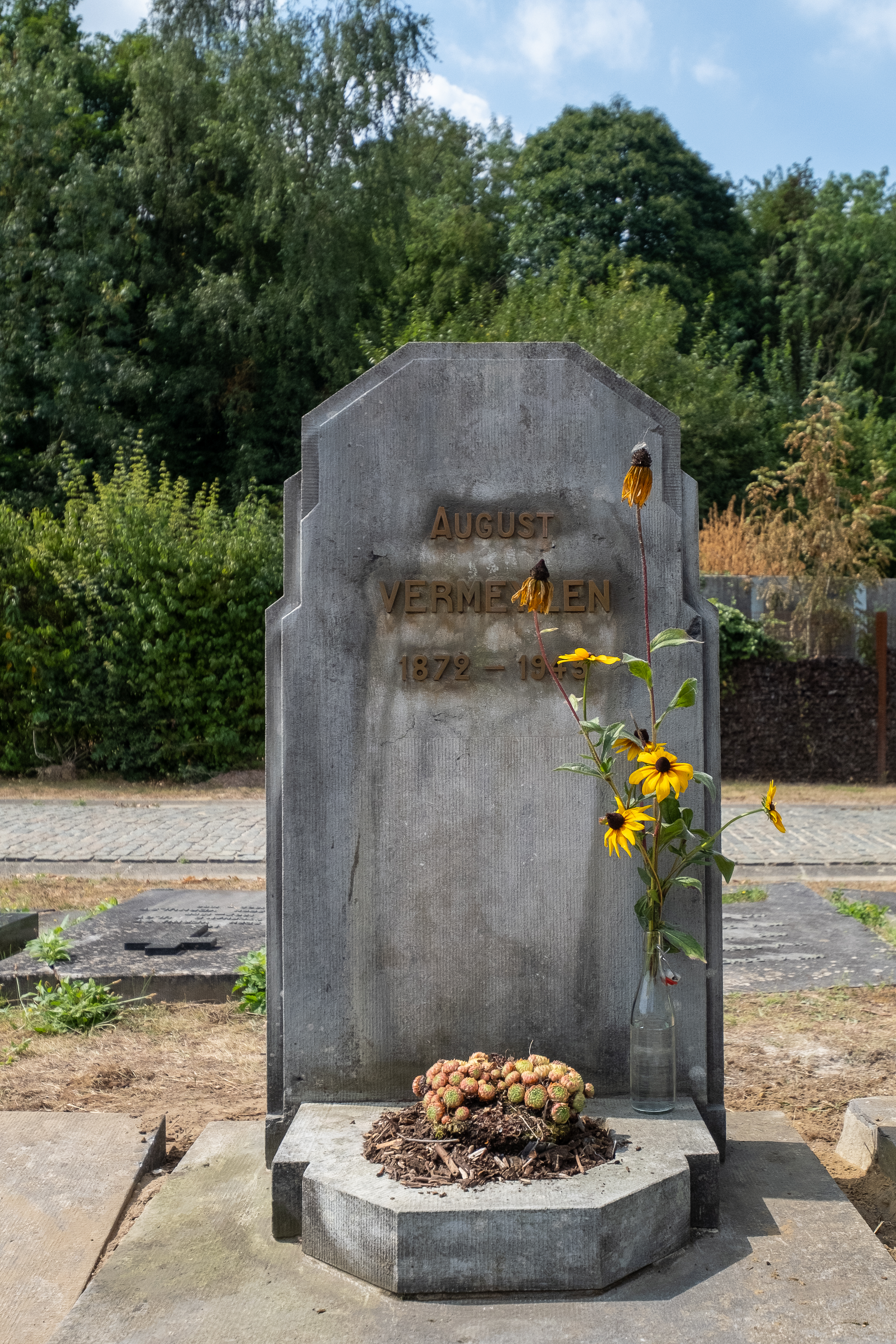
August Vermeylen

De begraafplaats van Verrewinkel is een gemeentelijke begraafplaats in Ukkel in het Brussels Hoofdstedelijk Gewest. De begraafplaats is omringd door "Speciale Beschermingszones" zoals Kauwberg, het Sauvagèrepark en het Engelandplateau. Op de begraafplaats is een relatief zeldzame flora en specifieke zandgrond aanwezig.

## Geschiedenis
De bevolkingsgroei en de sluiting van de begraafplaatsen van Sint-Job (1871) en Sint-Pieter (1876) leidde al snel tot een verzadiging van de begraafplaats van Dieweg zodat de gemeente zich genoodzaakt zag een nieuwe begraafplaats te openen. In 1945 werd dan gekozen voor Verrewinkel als nieuwe locatie.

## Bekende personen

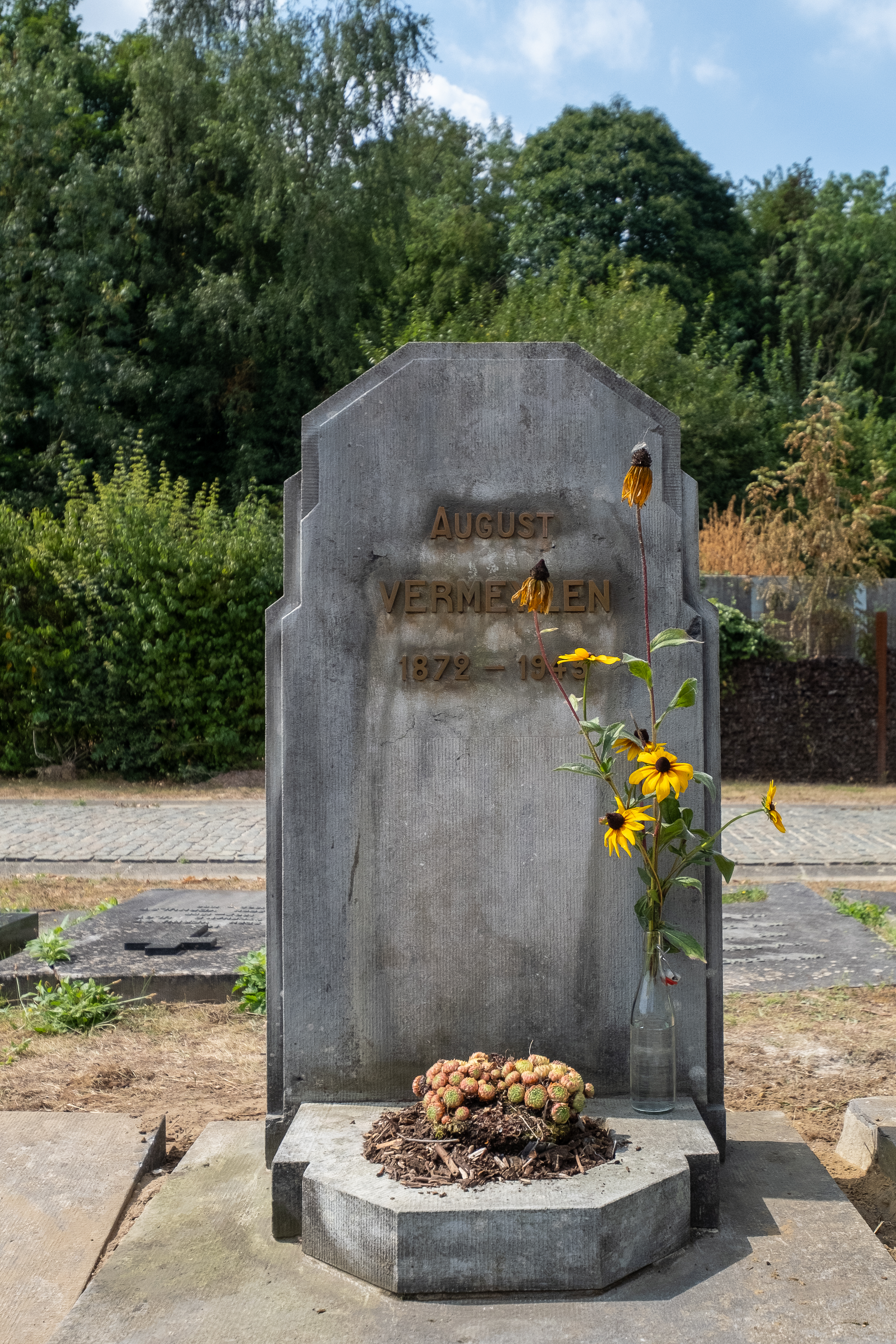
August Vermeylen

Men vindt op de begraafplaats het graf van verschillende belangrijke families en bekende personen, onder wie:
- Albert Demuyser (1920-2003), Belgisch kunstschilder
- Luc de Heusch (1927-2012), Belgisch filmregisseur
- Fernand Petit (1885-1955), Belgisch architect
- August Vermeylen (1872-1945), Belgisch politicus, kunsthistoricus en schrijver

## Fotogalerij

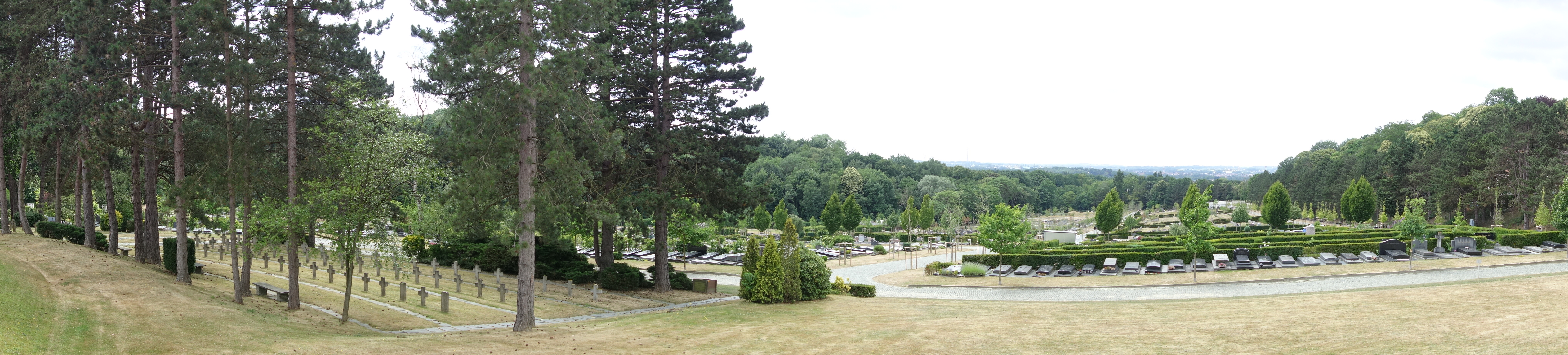

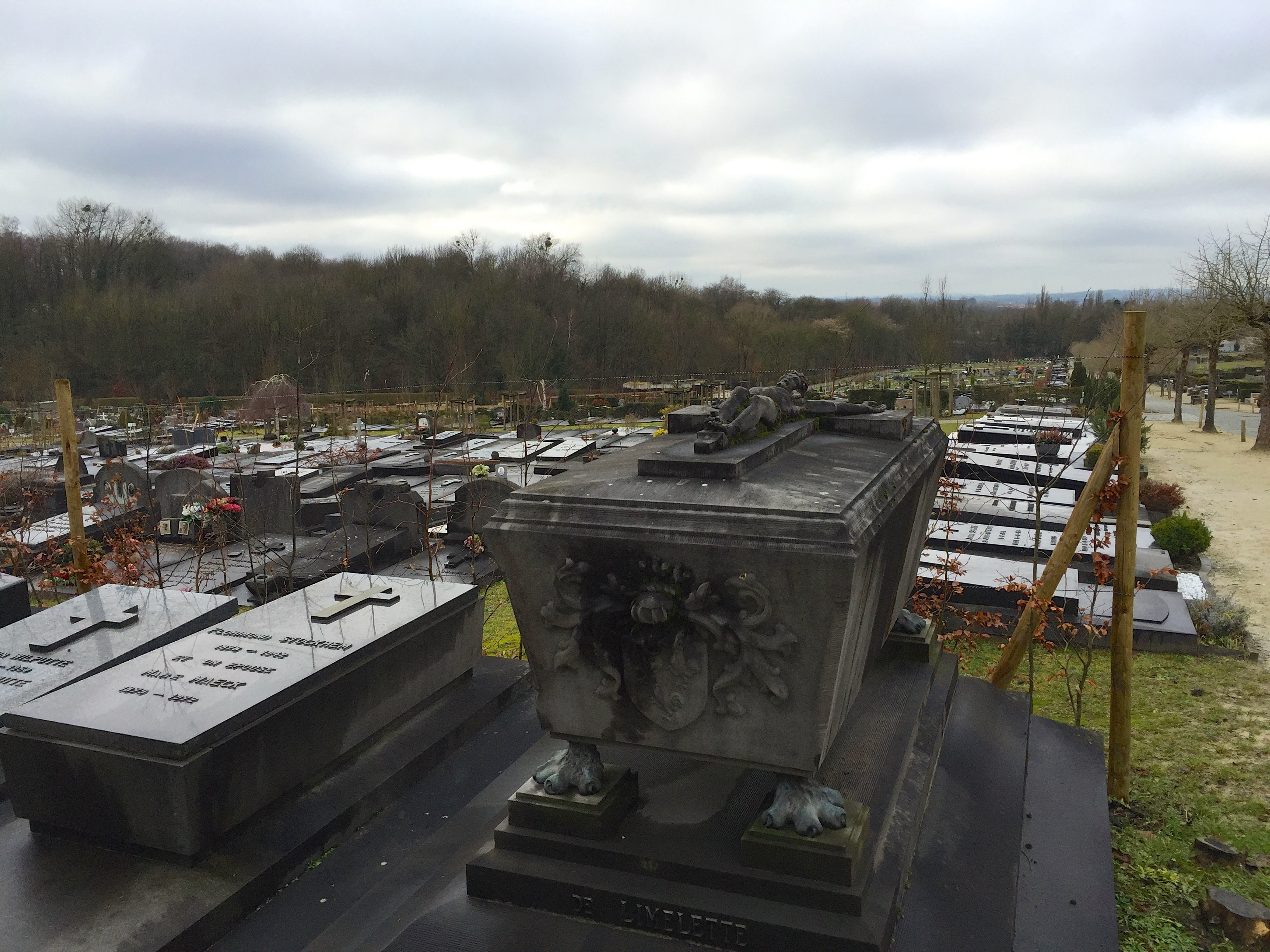
Overzicht
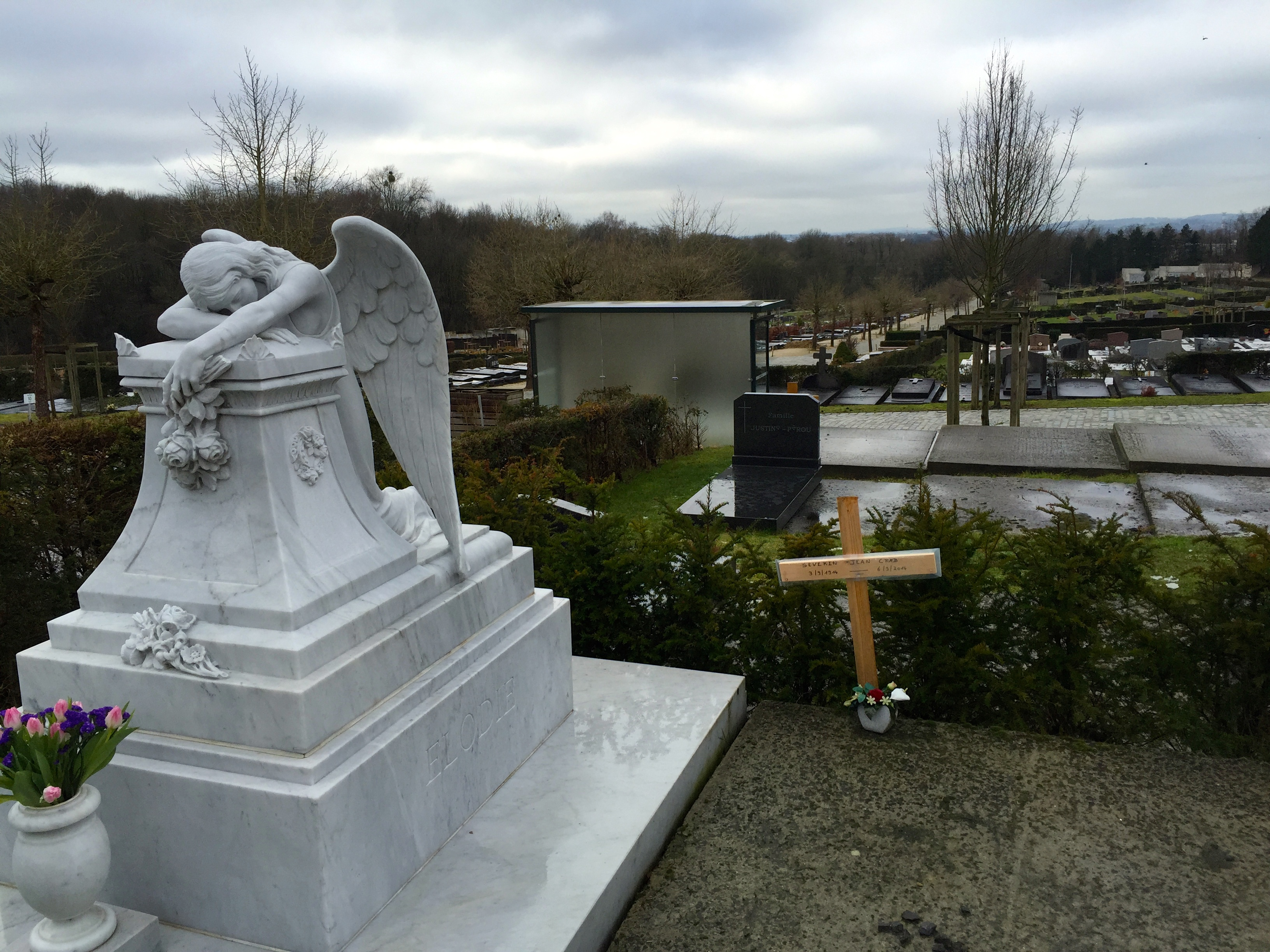
Monument van Élodie
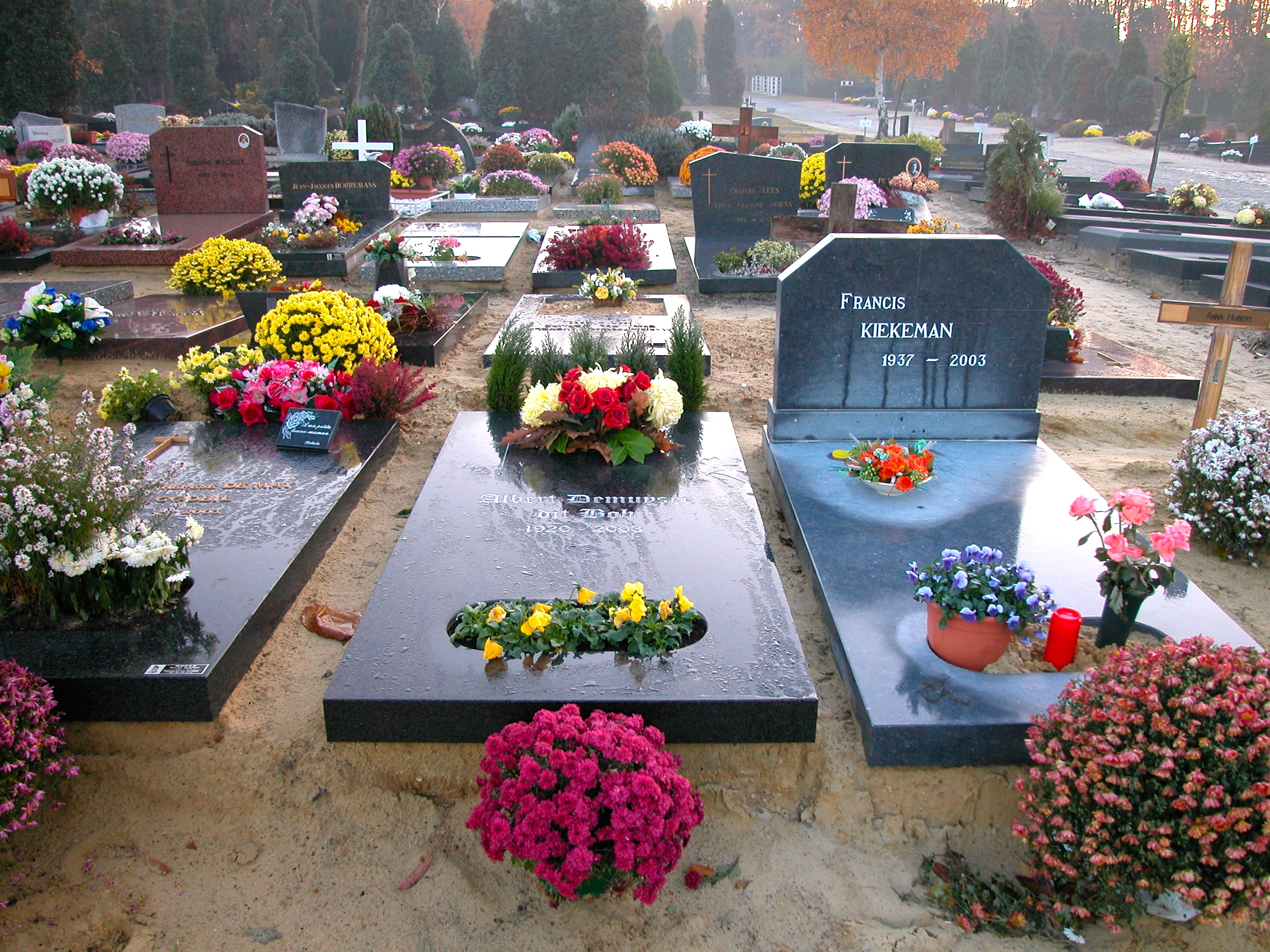
Verrewinkel in november
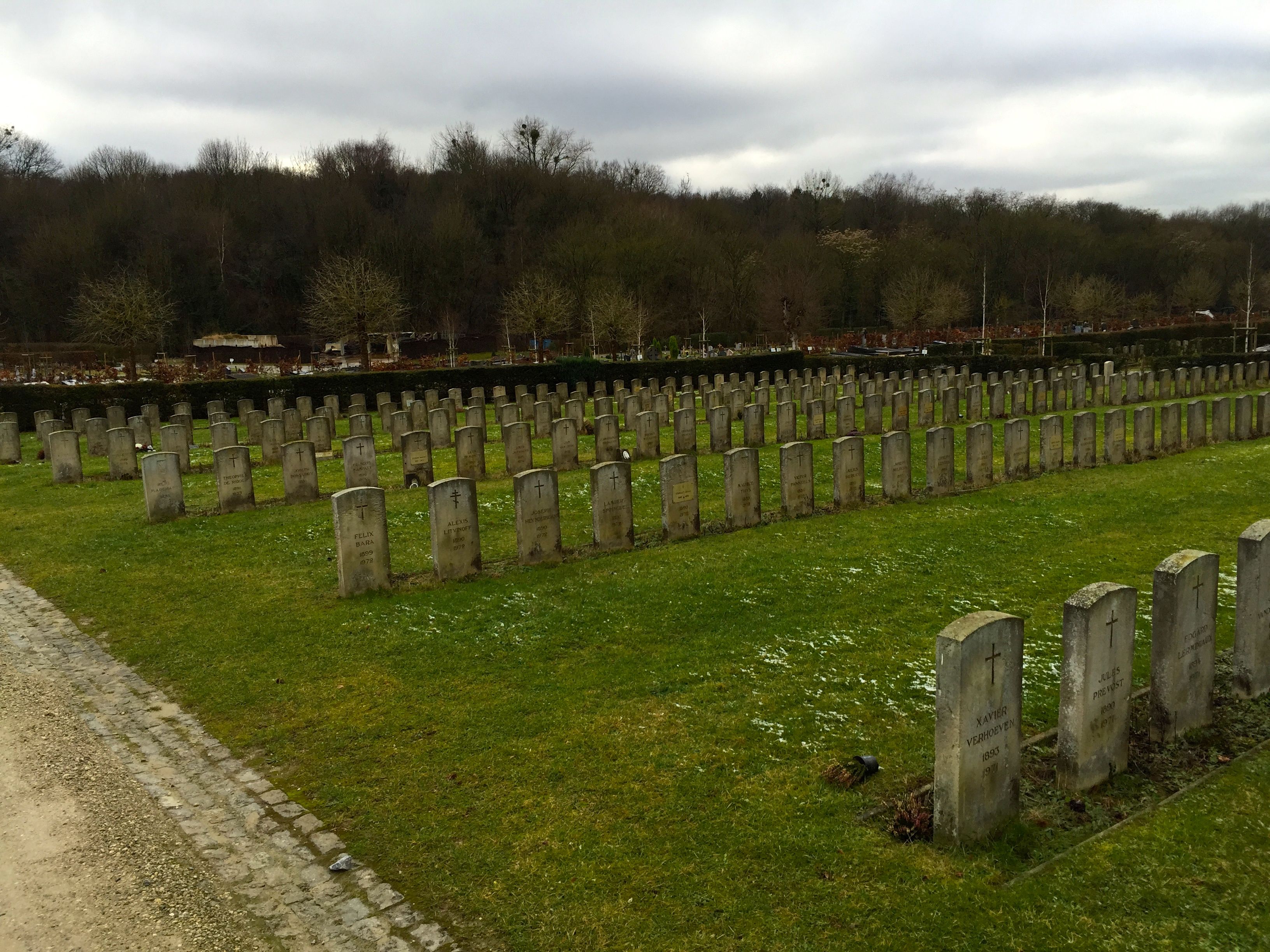
Militaire begraafplaats